# Puerto Viejo de Marsella

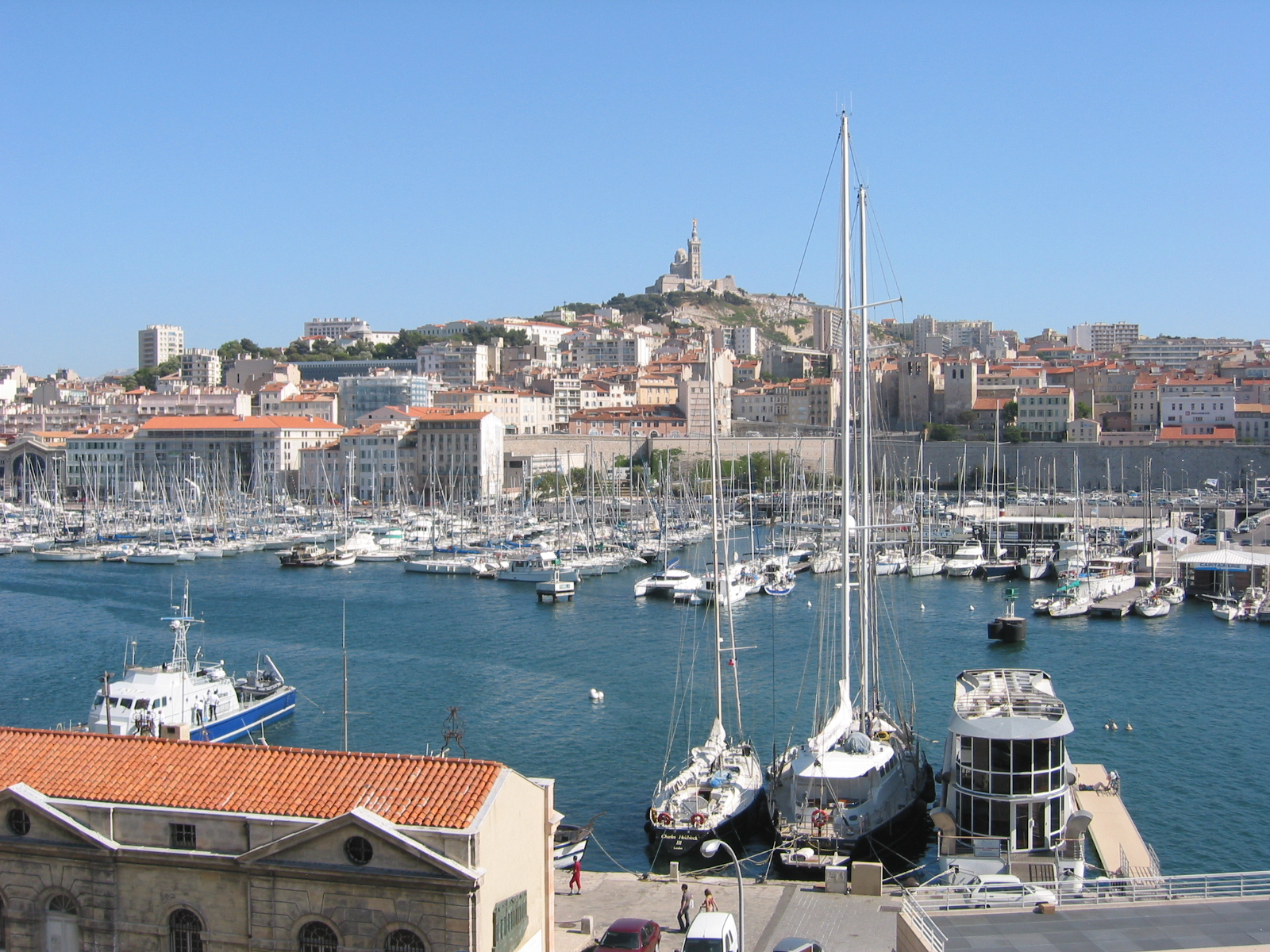
Vista del Vieux Port con Notre-Dame de la Garde al fondo.

El Puerto Viejo, llamado Vieux Port en idioma francés y lo Pòrt Vielh (norma clásica) o lou Pouart Vièi (norma mistraliana) en occitano, es un puerto marsellés situado en el origen de la avenida de la Canebière. Sus talleres están clasificados como monumentos históricos.

## Lugares de interés
- La Abadía de San Víctor, al sur del puerto (uno de los asentamientos cristianos más antiguos de Francia).
- El Faro de Santa María.
- La Avenida La Canebière.
- El Hôtel de Ville (ayuntamiento).
- El Ferry Boat, la línea marítima comercial más pequeña del mundo que cruza de un lado a otro los 206 metros del Vieux Port.
- El museo des Docks Romains que evoca la actividad portuaria de Marsella entre los siglos VI aC y IV d. C.

## Galería

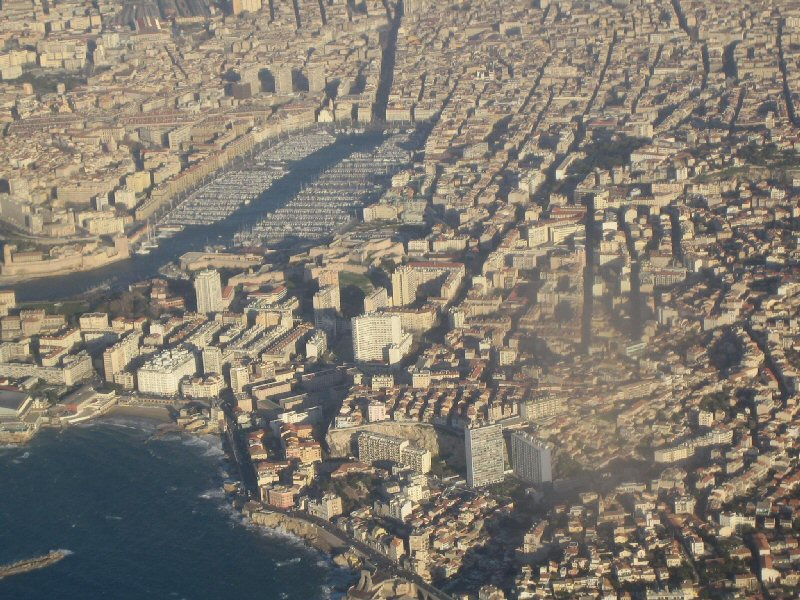
Vista aérea del Puerto Viejo
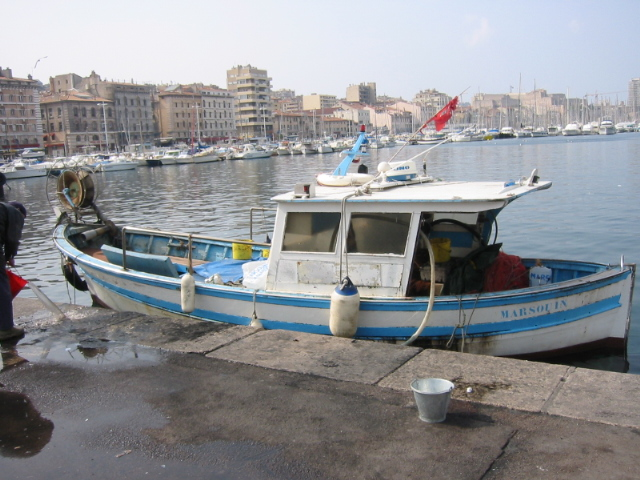
Barco de pesca tradicional marsellés
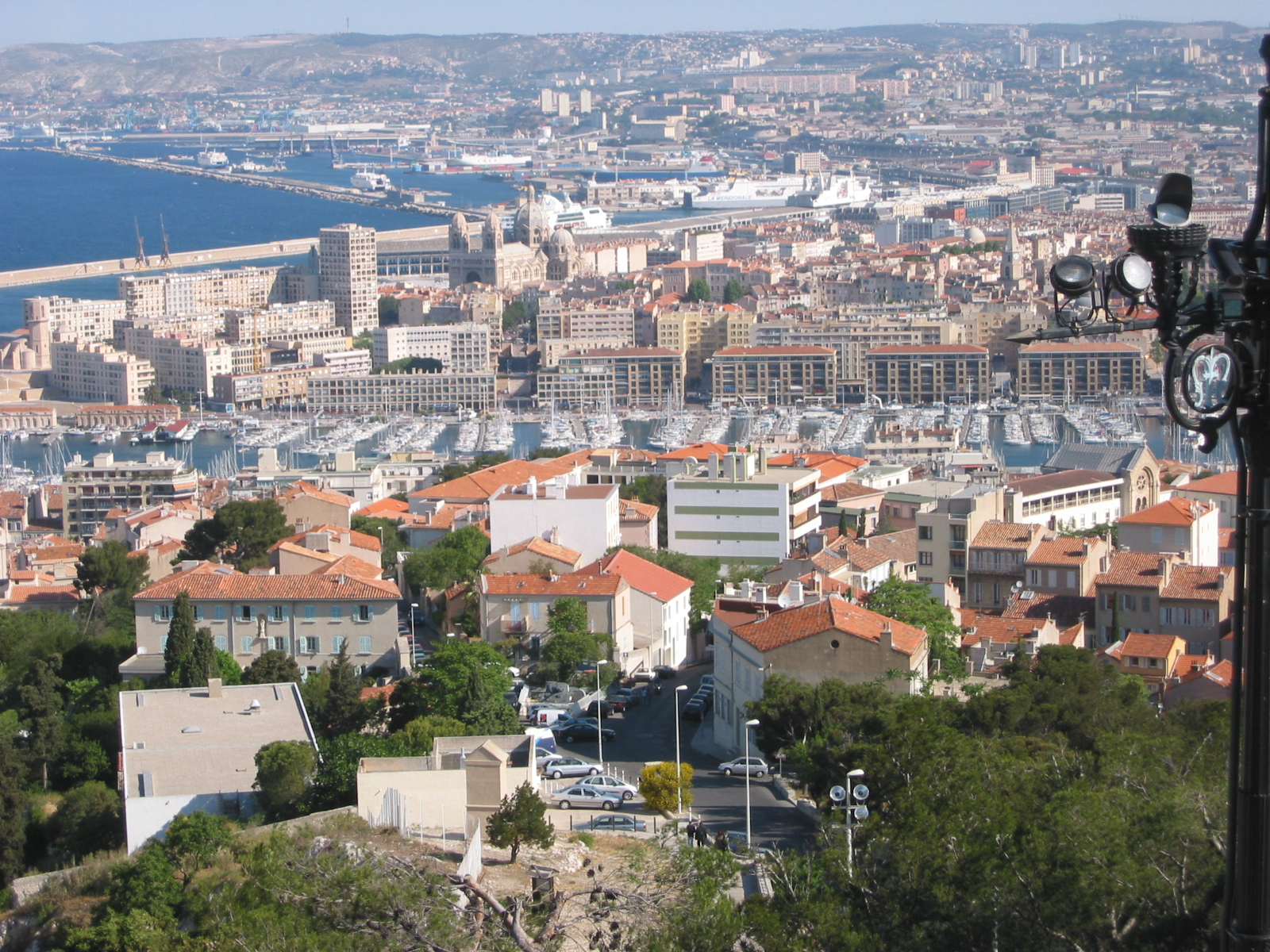
El Vieux Port y el Port autonome
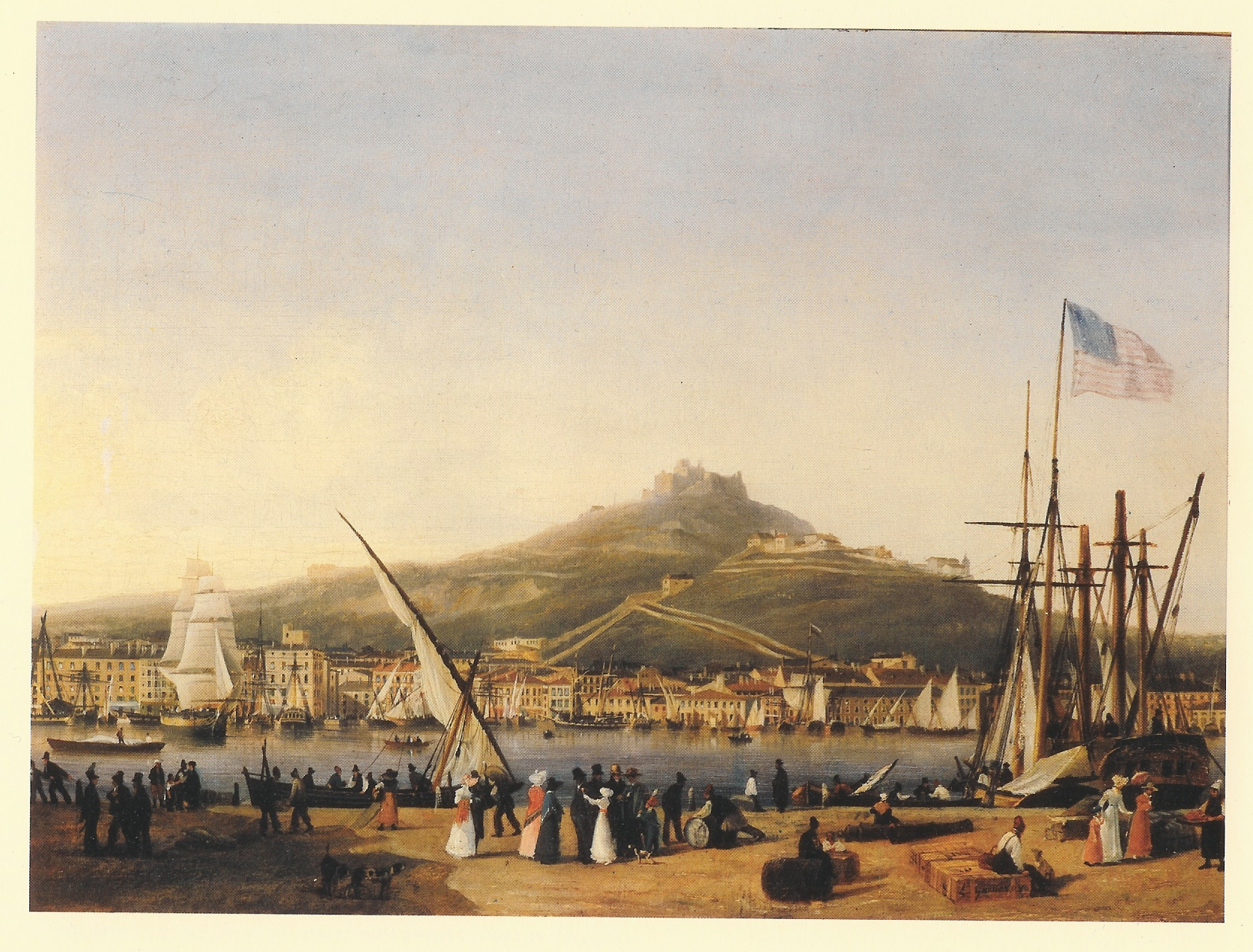
Vista del muelle del ayuntamiento hacia 1820
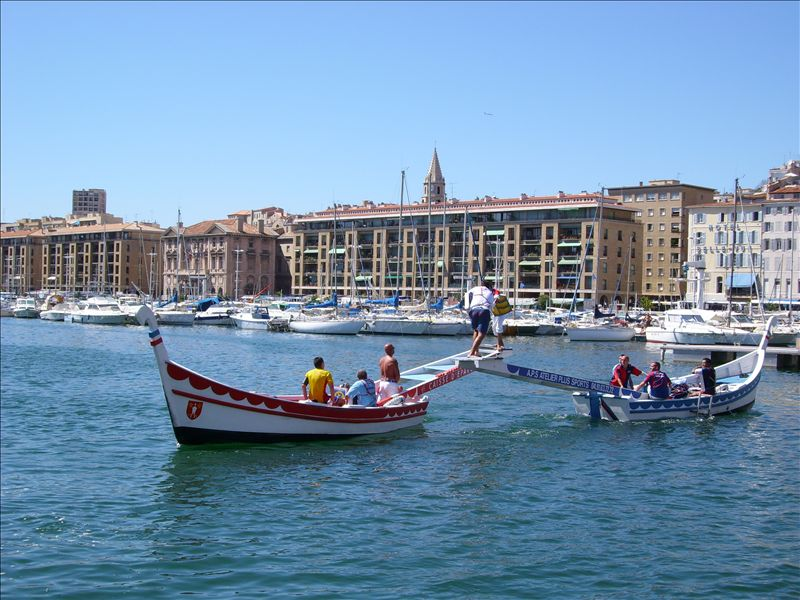
Justas provenzales en el Vieux-Port de Marsella
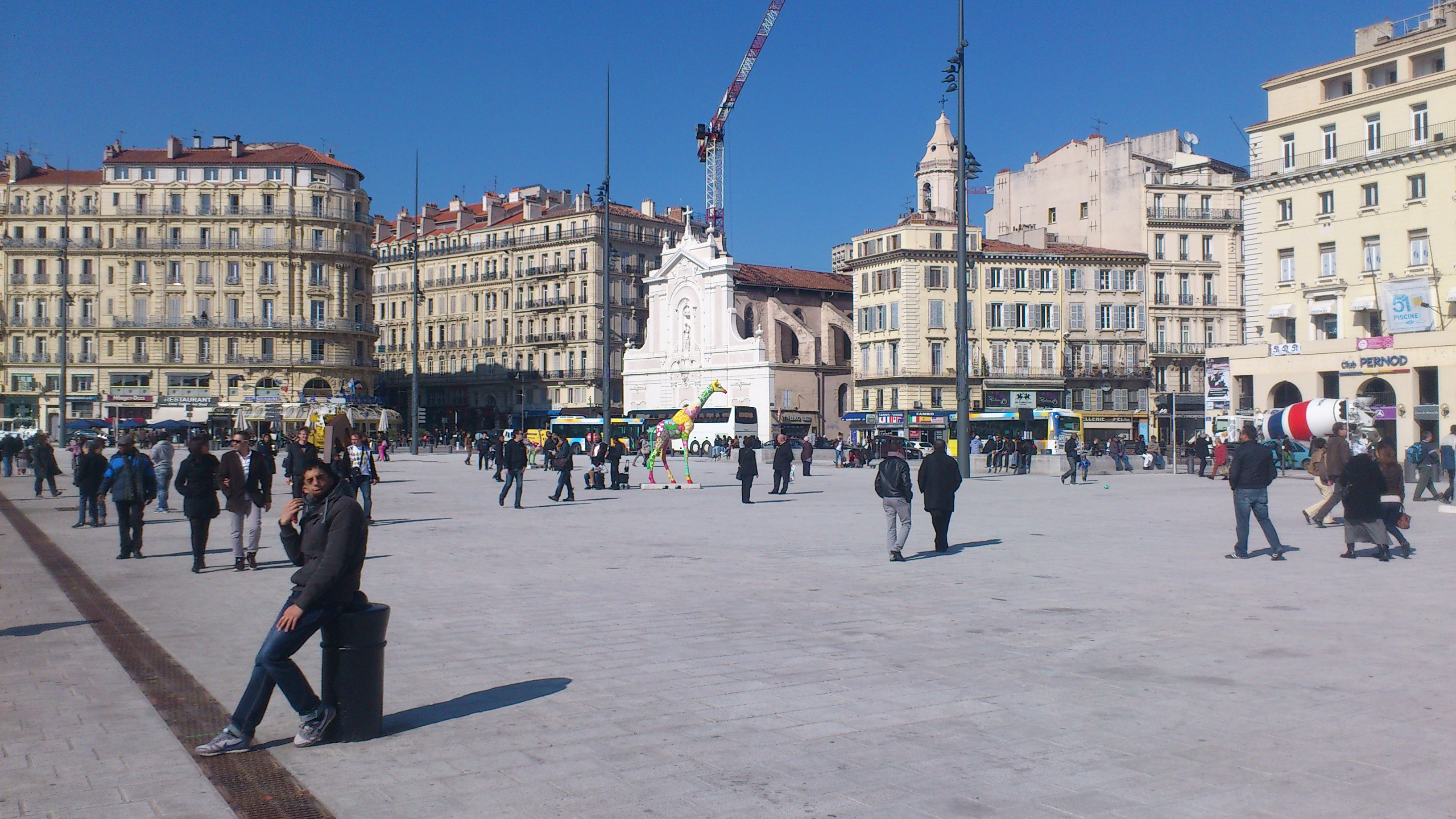
Nuevo Vieux Port en marzo 2013